# Stephen McGlede
Stephen McGlede, född den 13 april 1969 i Victoria, Australien, är en australisk tävlingscyklist som tog OS-silver i lagförföljelsen vid olympiska sommarspelen 1988 i Seoul och därefter silver i på samma distans vid olympiska sommarspelen 1992 i Barcelona. 